# Mouzáki (kommunhuvudort)
Mouzáki (Mouzaki) är en kommunhuvudort i Grekland.   Den ligger i prefekturen Nomós Kardhítsas och regionen Thessalien, i den centrala delen av landet, 240 km nordväst om huvudstaden Aten. Mouzáki ligger 182 meter över havet och antalet invånare är 2 127.
Terrängen runt Mouzáki är varierad. Runt Mouzáki är det ganska glesbefolkat, med 23 invånare per kvadratkilometer. Närmaste större samhälle är Trikala, 16,5 km nordost om Mouzáki. I omgivningarna runt Mouzáki växer i huvudsak blandskog.